# Panzerregiment 22
Het Panzerregiment 22 was een Duits tankregiment van de Wehrmacht tijdens de Tweede Wereldoorlog.

## Krijgsgeschiedenis
Panzerregiment 22 werd opgericht op 20 mei 1944 door omdopen van Panzerregiment 100 in Frankrijk.
Het regiment maakte bij oprichting deel uit van de 21e Pantserdivisie en bleef dat gedurende zijn hele bestaan.
Het regiment werd in de Falaise-pocket in augustus 1944 vernietigd.
Een nieuwe regimentsstaf werd in november 1944 opgericht, de Pz.Abt. 22 werd omgedoopt tot I. Abteilung, met als versterking 2 compagnieën van de II. Abteilung uit Grafenwöhr (resp 27 oktober en 8 november).
Het regiment (met de rest van de divisie) brak op 29 april 1945 uit de Halbe-pocket met zware verliezen. Dat was de facto het eind van het regiment.

## Samenstelling bij oprichting
- I. Abteilung met 4 compagnieën (1-4)
- II. Abteilung met 4 compagnieën (5-8)

## Wijzigingen in samenstelling
De II. Abteilung werd op 27/28 juli bij het regiment weggehaald en op mars gezet, eerst naar Mailly-le-Camp en in augustus verder naar Oefenterrein Grafenwöhr. Officieel werd de Abteilung op 7 augustus 1944 omgevormd tot Panther-Abteilung. Deze omvorming raakte echter nooit volledig beëindigd. Uiteindelijk werd de Abteilung op 8 april 1945 onder bevel geplaatst Panzerregiment Major Rettemeier van Panzerbrigade von Hobe.

## Opmerkingen over schrijfwijze
- Abteilung is in dit geval in het Nederlands een tankbataljon.
- II./Pz.Rgt. 22 = het 2e Tankbataljon van Panzerregiment 22

## Commandanten

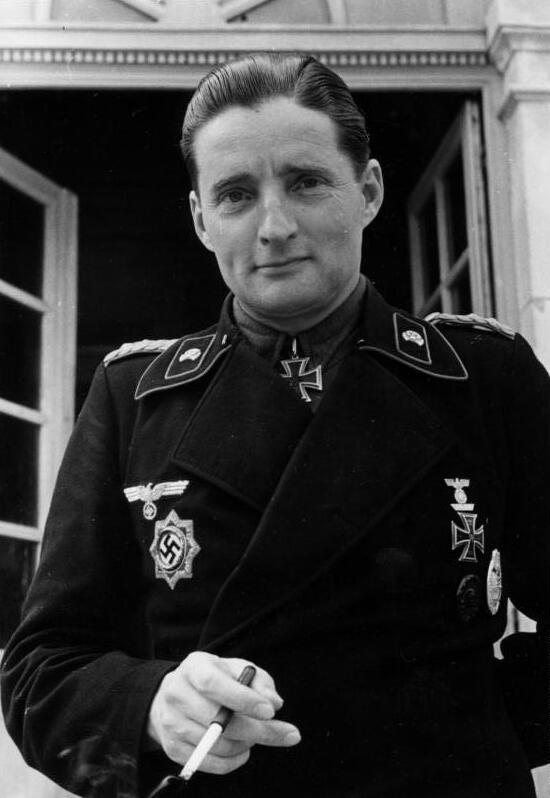
Oberst Hermann von Oppeln-Bronikowski leidde het regiment in Normandië in 1944

| Rang   | Naam                           | Begin         | Eind          |
| ------ | ------------------------------ | ------------- | ------------- |
| Oberst | Hermann von Oppeln-Bronikowski | 20 mei 1944   | augustus 1944 |
|        | ??                             | november 1944 | 29 april 1945 |

Panzerregiment 1 · Panzerregiment 2 · Panzerregiment 3 · Panzerregiment 4 · Panzerregiment 5 · Panzerregiment 6 · Panzerregiment 7 · Panzerregiment 8 · Panzerregiment 9 · Panzerregiment 10 · Panzerregiment 11 · Panzerregiment 15 · Panzerregiment 16 · Panzerregiment 17 · Panzerregiment 18 · Panzerregiment 21 · Panzerregiment 22 · Panzerregiment 23 · Panzerregiment 24 · Panzerregiment 25 · Panzerregiment 26 · Panzerregiment 27 · Panzerregiment 28 · Panzerregiment 29 · Panzerregiment 31 · Panzerregiment 33  · Panzerregiment 35 · Panzerregiment 36 · Panzerregiment 39 · Panzerregiment 69 · Panzerregiment 80 · Panzerregiment 100 · Panzerregiment 101 · Panzerregiment 102 · Panzerregiment 116 · Panzerregiment 118 · Panzer-Lehr-Regiment 130 · Panzerregiment 201 · Panzerregiment 202 · Panzerregiment 203 · Panzerregiment 204 · Schweres Panzer-Regiment Bäke · Panzerregiment Brandenburg · Panzerregiment Coburg · Panzerregiment Feldherrnhalle · Panzerregiment Feldherrnhalle 2 · Panzerregiment Hermann Göring · Panzerregiment Großdeutschland · Panzerregiment Kurmark · Panzerregiment von Lauchert · Panzerregiment Major Rettemeier · Fallschirm-Panzerregiment 1 · Fallschirm-Panzerregiment 21 · SS-Panzerregiment 1 LSSAH · SS-Panzerregiment 2 · SS-Panzerregiment 3 · SS-Panzerregiment 5 · SS-Panzerregiment 9 · SS-Panzerregiment 10 · SS-Panzerregiment 11 · SS-Panzerregiment 12